# Argenteo
L'argenteo (in Latino Argenteus) era una moneta d'argento prodotta nell'Impero romano a partire dalla riforma monetaria di Diocleziano nel 294 fino a circa il 310. Era simile come peso e finezza al denario del tempo di Nerone. La moneta fu prodotta ad un peso teorico di un 1/96 della libbra romana (cioè di circa 3 grammi), come indicato del numero romano XCVI sul rovescio della moneta.
La parola Argenteus, che significa "d'argento" in Latino, è usata per la prima volta da Plinio il Vecchio nella sua Naturalis historia nella frase "nummus argenteus" (moneta d'argento). Lo storico del IV secolo Ammiano Marcellino usa la stessa espressione, comunque non c'è un'indicazione che questo sia il nome ufficiale per una denominazione. L'Historia Augusta usa la frase per riferirsi a parecchie monete.